# Кошарный
Кошарный (Печерский) — хутор в Ольховатском районе Воронежской области, входит в состав Степнянского сельского поселения.

## География
Хутор Кошарный расположен в центральной части Степнянского поселения, при вершине балки, в которой берёт начало река Свинуха.

## История
Кошарный(Мосокин), владельческий хутор при колодце 3 стана Острогожского уезда.
Возник в начале XIX века около кошар (место для содержания овец), принадлежавших помещикам Чертковым. По документам известен с 1816 года.
Хутор упоминается в ревизских сказках 1835, 1850гг., в метрических книгах Преображенской церкви слободы Ольховатки за 1861, 1865, 1872гг., принадлежащей на тот момент помещику поручику(орфография сохранена) Григорию Александровичу Черткову.
Заселён хутор был малороссийскими крестьянами, которые имели статус крепостных. В1861 г. после отмены крепостного права жители стали временнообязанными и постепенно выходили из крепостной зависимости.
На 1859 г. числится 61 двор , 137 мужского и 117 женского пола (из списков населённых мест 1859 года)
В 1887 г. входит в состав Шапошниковской волости вместе с хуторами Архиповка, Гирлы(Гирловский), сл. Неровновка и Шапошниковка(Шарковка). Число дворов 13, число жителей обоего пола 210 человек.
В 1900 году численность его населения составила 123 человека. Было 15 дворов, общественное здание, ветряная мельница. В начале XX века владельцем имения при хуторе значится Н. Репье.
К 1 января 1905 г. в хуторе 32 двора, 105 человек мужского и 107 женского пола. Ближайшая ж/д станция - Евстратовка.
На 1 января 2011 года в хуторе фактически никто не проживал.
В настоящее время это урочище, неподалёку находится частный пруд.